# ساموئل هافنشتاین
ساموئل هافنشتاین (انگلیسی: Samuel Hoffenstein؛ ۸ اکتبر ۱۸۹۰ - ۶ اکتبر ۱۹۴۷) یک فیلم‌نامه‌نویس اهل روسیه و ایالات متحده آمریکا بود.
وی فیلم‌نامه‌نویس فیلم‌هایی همچون دکتر جکیل و آقای هاید، شبح اپرا، جادوگر شهر از، لورا و ارنست لوبیچ بوده است.